# ABrowse
ABrowser é um web browser para uso no sistema operacional Syllable, foi criado por Kurt Skauen para usar em seu projeto, o sistema operacional AtheOS que foi descontinuado. Assim como o navegador Safari, usa o renderizador WebKit (derivado do KHTML).

## História
O ABrowse foi desenvolvido originalmente para o AtheOS usando uma conversão do sistema KHTML, foi lançado no começo de agosto de 2001.
Em dezembro de 2004, o desenvolvedor Arno Klenke converteu o ABrowse para a versão KDE 3 do KHTML.
Devido a dificuldades com a quantidade de trabalho necessário para manter o KHTML atualizado no Syllable, outros renderizadores como o Gecko foram discutidos, mas Arno Klenke manteve a implementação KHTML em dia. Além disso, enquanto o KHTML — um renderizador mais leve que o Gecko — é feito em C++ puro, permitindo uma conversão mais rápida para o Syllable (também escrito em C++), o Gecko é construído com um código-fonte maior e mais diverso, tornando o processo de conversão mais complexo.
Desde a versão 0.6.4 do Syllable em julho de 2007, o ABrowse é baseado no renderizador WebKit.